# Kerstin Söderblom

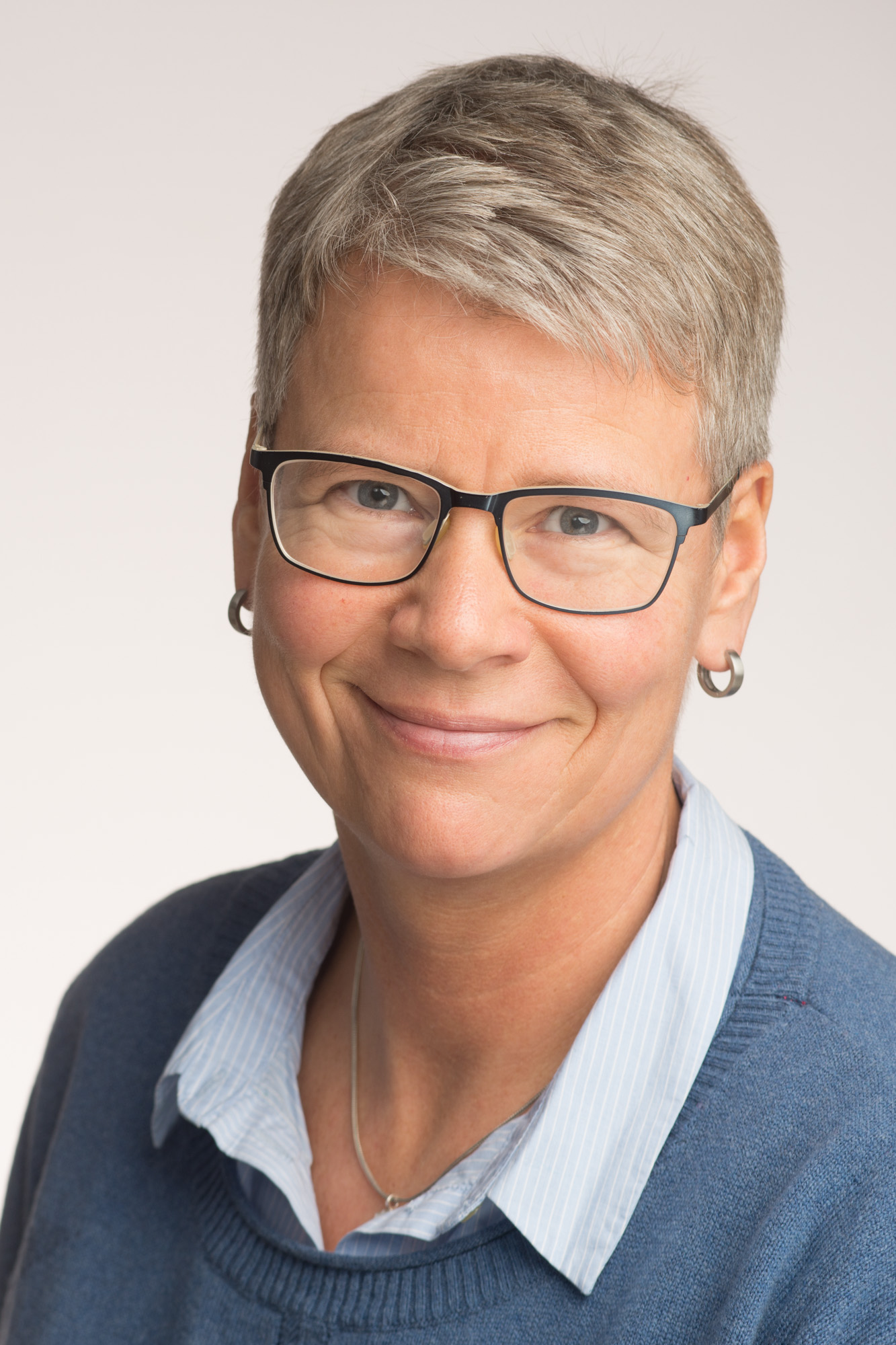
Kerstin Soederblom 2017

Kerstin Söderblom (* 29. Mai 1963 in Darmstadt) ist eine deutsche evangelische Pfarrerin. Sie wurde 1999 in Frankfurt am Main ordiniert. Seit den 1980er-Jahren ist sie in der kirchlichen Frauen- und Lesbenbewegung aktiv. Seit 1990 ist sie Mitglied im Netzwerk Labrystheia, einem Ökumenischen Netzwerk für lesbische Theologinnen. Seit 1996 ist sie zudem Mitglied im European Forum of Lesbian, Gay, Bisexual and Transgender (LGBT) Christian Groups (European Forum).

## Kindheit
Söderblom wuchs mit einer Schwester und zwei Brüdern in Bensheim an der Bergstraße auf. Ein Bruder ist bereits 2009 verstorben. Ihre Eltern stammen beide aus Hamburg. Ihre Mutter Christa Söderblom war bis zur Rente Hauswirtschaftsmeisterin. Ihr Vater Klaus Söderblom war Kaufmann jüdischer Herkunft.

## Studium, Promotion und Vikariat
Söderblom studierte nach dem Abitur zunächst ein Jahr Englisch und Französisch an der Concordia University in Montreal (Kanada). Nach ihrer Rückkehr nach Deutschland studierte sie Diplompädagogik und Evangelische Theologie in Heidelberg, Montpellier (Frankreich) und Hamburg. Sie schloss beide Studiengänge erfolgreich ab. Von 1988 bis 1996 war Söderblom im Göttinger Frauenforschungsprojekt zur Geschichte der Theologinnen aktiv. Es wurde von der mittlerweile verstorbenen Professorin Hannelore Erhart geleitet. Das Forschungsprojekt richtete mehrere Forschungssymposien aus. Söderblom veröffentlichte gemeinsam mit Mitgliedern des Forschungsprojekts zwei Bücher. Sie selbst forschte vor allem über die beiden Theologinnen Klara Hunsche und Sophie Kunert-Benfrey.
Von 1993 bis 1996 promovierte sie an der Universität Hamburg über Die Bedeutung von christlicher Religion in den Lebensgeschichten lesbischer Frauen. Fulbert Steffensky war ihr Doktorvater. Gefördert wurde ihre Dissertation durch das „Große Lutherstipendium“ der Evangelischen Kirche in Hessen und Nassau EKHN. Zudem war sie Stipendiatin und Kollegiatin im Promotionskolleg der Deutschen Forschungsgemeinschaft (DFG) Religion in der Lebenswelt der Moderne in Marburg unter Leitung von Karl-Fritz Daiber und Siegfried Keil.
Nach ihrer Doktorarbeit schloss sie ihr Vikariat in der Evangelischen Kirche in Hessen und Nassau EKHN an. Sie absolvierte es im Frankfurter Nordend in der damaligen Epiphaniasgemeinde, heute Petersgemeinde. Ihre Mentorin war Pfarrerin Lisa Neuhaus. Anschließend ging sie von 1998 bis 1999 für ein Auslandsvikariat nach New York City zum Büro des Lutherischen Weltbundes Lutheran World Federation bei den Vereinten Nationen.

## Beruflicher Werdegang
Nach ihrer Zeit in New York City arbeitete Söderblom vier Jahre in Frankfurt-Griesheim in der Segensgemeinde als Gemeindepfarrerin. Der Beginn ihrer Arbeit war von Kontroversen um ihre Lebensform begleitet. Eine Minderheit in der Gemeinde sprach sich gegen ihre Wahl aus. Nach einer Testphase von drei Monaten wurde sie am 19. Dezember 1999 von der damaligen Pröpstin Helga Trösken in der Segenskirche in Frankfurt-Griesheim ordiniert. Söderblom zog mit ihrer damaligen Partnerin Randi O. Solberg aus Norwegen ins Pfarrhaus ein.
Von 2003 bis 2008 arbeitete Söderblom als wissenschaftliche Mitarbeiterin im kirchlichen Dienst an der Johann Wolfgang Goethe-Universität in Frankfurt am Main. Sie war Mitglied der Sozietät der Praktischen Theologie, die von Hans-Günter Heimbrock geleitet wurde. Sie bot zahlreiche Grund- und Aufbauseminare im Bereich der Religionspädagogik und im Bereich der Praktischen Theologie an.
Schwerpunkte ihrer wissenschaftlichen Arbeit sind und waren interkulturelle und raumsensible Seelsorge und Beratung, empirische Theologie und Queer Theologie. In diesen Bereichen hat sie drei Monographien mit herausgegeben und zahlreiche Artikel veröffentlicht. Sie selbst hat phänomenologische Feldforschungen zur Vorder- und Rückseite des Frankfurter Flughafens betrieben und die Rolle der Seelsorge sowohl im Passagierbereich als auch im Bereich der Flüchtlingsunterkunft auf dem Flughafen untersucht.
Berufsbegleitend hat Söderblom in dieser Zeit eine Weiterbildung als Gemeindeberaterin und Organisationsentwicklerin am Institut für Personalberatung, Organisationsentwicklung und Supervision (IPOS) absolviert. Zudem ist sie zertifizierte Mediatorin, Supervisorin und Coach nach den Standards der Deutschen Gesellschaft für Supervision (DGSv) und der Deutschen Gesellschaft für Coaching, in denen sie auch Mitglied ist. In diesen Bereichen hat sie seit 2003 zunächst nebenberuflich gearbeitet. 2009 übernahm sie in dem Institut eine hauptberufliche Projektstelle im Bereich der Kirchlichen Regionalentwicklung. Sie begleitete drei Dekanate in Pilotprojekten bei ihrem Versuch, sich regional zu vernetzen und sich inhaltlich stärker zu profilieren.
2014 bis 2019 arbeitete Söderblom als Studienleiterin und Pfarrerin beim  Evangelischen Studienwerk e.V. in Villigst in Westfalen. Sie war dort zuständig für kirchliche Kontakte und das geistliche Programm. Daneben stellten Seelsorge und Beratung der Stipendiaten Schwerpunkte ihrer Arbeit dar.
Seit 2020 ist sie Hochschulpfarrerin an der Evangelischen Studierendengemeinde (ESG) in Mainz.
2021 erhielt Söderblom den Leonore-Siegele-Wenschkewitz-Preis.

## Ehrenamtliches Engagement
Ehrenamtlich engagiert sich Söderblom seit den 1980er-Jahren für die rechtliche Gleichstellung und Anerkennung lesbischer, schwuler, bi- und transsexueller (LSBT) Lebensformen und Geschlechtsidentitäten. Sie ist dabei vor allem im kirchenpolitischen und theologischen Bereichen im In- und Ausland tätig. So hat sie in den 1990er-Jahren mit anderen Mitgliedern kirchlicher LSBT-Netzwerke wie die Ökumenische Arbeitsgruppe Homosexuelle und Kirche (HuK), die Ökumenische Arbeitsgemeinschaft Lesben und Kirche (LuK), das Ökumenische Netzwerk Labrystheia, das Maria und Martha Netzwerk (MuM) und das Netzwerk Katholischer Lesben (NKaL) an verschiedenen Synoden (Kirchenparlamenten) teilgenommen, um die Gleichstellung von Lesben und Schwulen in den Kirchen voranzutreiben und kirchliche Segnungs- und Traugottesdienste in den evangelischen Kirchen zu ermöglichen. In diesem Bereich hat Söderblom seit den 1990er-Jahren zahlreiche Artikel veröffentlicht. Sie ist mit anderen Mitgliedern der genannten Netzwerke in Göttingen und Frankfurt am Main in Schulen unterwegs gewesen, um über sexuelle Identität und verschiedene Geschlechtsidentitäten aufzuklären und mit Schülern ins Gespräch zu kommen.
Im Rahmen ihrer Mitgliedschaft im European Forum of LGBT Christian Groups (European Forum) hat sie gemeinsam mit ihrer damaligen Partnerin Randi O. Solberg aus Norwegen ein dreimoduliges Training „Safe Space“ zur Stärkung von LSBT in Zentral- und Osteuropa entwickelt. Die Module wurden zwischen 2006 und 2007 mit zehn lesbischen und schwulen Teilnehmenden aus Lettland, Serbien, Bosnien-Herzegowina, Rumänien, Moldau, Polen, Tschechische Republik und Russland in Riga, Straßburg und Sofia durchgeführt. Die Safe-Space-Module wurden zur Blaupause für alle weiteren Trainingsprojekte in Zentral- und Osteuropa, die das European Forum bis heute durchführt, beispielsweise das Eastern European Mentoringprojekt. Söderblom arbeitet darin als Mentorin mit.
Ebenfalls im Rahmen ihrer Mitgliedschaft im European Forum war sie Mitglied von verschiedenen internationalen Teams. Sie haben Workshops bei den Vollversammlungen des Ökumenischen Rats der Kirchen (ÖRK) 2006 in Porto Alegre/Brasilien und 2013 in Busan/Südkorea zur Gleichstellung von christlichen LSBT in den Kirchen gehalten. Zudem hat sie im Jahr 2011 das European Forum in einem internationalen Team bei der International Peace Convocation in Kingston/Jamaica vertreten. Sie haben dort im Rahmen der Abschlussveranstaltung der Dekade zur Überwindung von Gewalt den einzigen Best Practice Workshop zur Bekämpfung von homo- und transfeindlicher Gewalt angeboten.
Seit den 1990er-Jahren ist Söderblom als Rednerin, Predigerin, Podiumsteilnehmerin und Moderatorin auf zahlreichen Kirchentagen engagiert. Von 2011 bis 2017 hat Söderblom als lesbische Theologin und Pfarrerin in verschiedenen Projektleitungen zu schwul-lesbischen Veranstaltungen und seit 2013 zur Planung des Programms des so genannten Zentrum Regenbogen auf den Kirchentagen in Hamburg, Stuttgart und Berlin mitgearbeitet.
Söderblom ist seit 1987 regelmäßige Teilnehmerin der Lesbentagungen der Evangelischen Akademie in Bad Boll, die von Herta Leistner, Monika Barz und Ute Wild gegründet worden sind. Zwischen 1998 und 2011 hat sie mit Unterbrechungen als ehrenamtliche Teamerin an der Planung und Durchführung der Tagungen mitgewirkt. Seit 2013 bietet sie dort Workshops zur queeren Re-Lektüre biblischer Texte an.

## Leben und Werk
Der Verlust des Bruders 2009 prägte Söderblom stark. Eine intensive Auseinandersetzung mit Tod und Trauer gehören seitdem persönlich und professionell zu ihrem Grundansatz von Theologie und Seelsorge. Söderblom ist seit 2014 zertifizierte Sterbebegleiterin.
Nicht nur weil ihr Vater jüdischer Herkunft ist, engagiert sich Söderblom seit ihrem Studium im jüdisch-christlichen Dialog. Außerdem beteiligt sie sich als Theologin aktiv am interreligiösen Dialog und setzt sich gegen Antisemitismus ein.
Ein großer Schwerpunkt ihrer Arbeit besteht in ihrem Einsatz für Respekt und rechtliche Gleichstellung für Lesben, Schwule, Bi-, Transsexuelle, Transgender, Intersexuelle und Queere (LSBTTIQ) im kirchlichen Bereich und darüber hinaus. Ihr Engagement gegen Homophobie und Transfeindlichkeit verbindet sie mit klaren Positionen gegen Antisemitismus, Rassismus und Islamfeindlichkeit.
Für viele gilt Söderblom als Vorbild und Ansprechpartnerin in Fragen zu queerer Bibellektüre und zur Queer Theology im deutschsprachigen Raum. Für Vorträge, Seelsorge und Beratung von LSBTTIQ wird sie im In- und Ausland angefragt. Seit 2015 veröffentlicht sie regelmäßig Blogeinträge auf der Kreuz & Queer-Seite von evangelisch.de. Seit 2016 ist sie außerdem theologische Beraterin und Referentin bei der Evangelischen Schulstiftung in der EKBO, wo sie gemeinsam mit anderen Fachkräften Vorträge und Workshops zu Themen von Diversity und zu einer inklusiven und diversitätssensiblen Schule anbietet.
Seit 2015 ist Söderblom Mitglied einer Experten-Konsultation des Comenius-Instituts. Zudem ist sie Mentorin im Mentoringprojekt des European Forums. Das Programm wird von der Arcus Foundation gefördert.
Außerdem beteiligt sie sich als Theologin aktiv am interreligiösen Dialog und setzt sich gegen Antisemitismus ein. Seit 2019 ist sie religiöse Begleiterin des Studienprogramms Dialogperspektiven. Religionen und Weltanschauungen im Gespräch. Es ist ein Programm der Leo Baeck Foundation realisiert durch das Ernst Ludwig Ehrlich Studienwerk zur Entwicklung und Etablierung neuer und innovativer Formen des interreligiös-weltanschaulichen Dialogs.
Das Thema Queerness und die Person Söderblom wurde zudem im November 2023 in einer Verkündigungssendung auf WDR 2 angesprochen.

## Theologie
Söderblom wurde im Theologiestudium früh geprägt von Theologen wie Dietrich Bonhoeffer und Karl Barth, die in der Zeit des Nationalsozialismus ihre sehr unterschiedlichen theologischen Zugänge mit lebensgeschichtlich relevanten Entscheidungen verknüpft und glaubwürdig danach gelebt haben.
Theologie muss in den Alltag hineinsprechen und Alltag in die Theologie. Das ist ein Hauptanliegen der Theologin Söderblom. In ihren Schriften und Predigten ist sie darum bemüht, theologische Inhalte konkret und kritisch mit aktuellen Herausforderungen, gesellschaftspolitischen Fragen und dem Alltagsleben zu verweben.
Theologische Inspiration hat Söderblom bereits im Studium durch verschiedene Vertreter der Theologie der Befreiung erhalten. Dieser theologische Ansatz bezieht seit den 1970er-Jahren Unterdrückungs-, Gewalt- und Armutserfahrungen von lateinamerikanischen, später auch asiatischen und afrikanischen Kleinbauern und anderen marginalisierten Gruppen ins Theologietreiben mit ein. Theologen wie Gustavo Gutiérrez, Leonardo Boff und Ernesto Cardenal sahen die Entrechteten als mündige Subjekte der Theologie an. Biblische Geschichten wurden auf die Lebenssituation der kleinen Leute bezogen und in Basisgemeinden diskutiert. Für Söderblom hatten diese Theologen allerdings die Situation von Frauen und Minderheiten kaum im Blick. Daher suchte sie nach Theologen, die den befreiungstheologischen Ansatz nutzten und aus feministischer, womanistischer und später aus lesbischer oder schwuler Perspektive weiter entwickelten. Zu ihnen gehören Theologinnen wie Elisabeth Schüssler-Fiorenza, Carter Heyward, Bernadette Brooten, Marcella Althaus-Reid, Eve Kosofsky Sedgwick und im deutschsprachigen Raum Dorothee Sölle, Luise Schottroff und Bärbel Wartenberg-Potter. In der nachfolgenden Generation sind es Isolde Karle, Andrea Bieler, Claudia Janssen und andere, die Söderblom inspirieren und mit denen sie teilweise intensiv zusammenarbeitet.
Veröffentlichungen der älteren Frauengeneration hat Söderblom in autonomen feministischen und lesbisch-feministischen Arbeitsgruppen bereits während ihres Studiums gelesen und in den deutschen Kontext übertragen.
Seit den 1990er-Jahren beschäftigt sich Söderblom mit Ansätzen von Queer Theology. Dafür studierte sie vor allem verschiedene englischsprachige Diskurse und Veröffentlichungen in diesem Bereich. Söderblom war eine der ersten deutschsprachigen Theologinnen, die zu diesen Ansätzen forschte und veröffentlichte.

## Theologie der Vielfalt
Etwa seit dem Jahr 2000 versteht Söderblom ihre theologische Arbeit als intersektionale Verknüpfung von Themen, die die verschiedenen Dimensionen von Vielfalt wie Herkunft, Hautfarbe, Geschlecht, sexuelle Orientierung, Genderidentität, Religionszugehörigkeit, Alter und Befähigungen kritisch und in interkultureller Perspektive reflektieren. Ziel ist es, die Betroffenen als Beteiligte aktiv ins theologische Nachdenken einzubeziehen und sie in Theologie und Seelsorge als Experten ihrer Lebensgeschichten selbst zu Wort kommen zu lassen. Aus diesen Überlegungen hat Söderblom in Vorträgen und Artikeln erste Ansätze einer Theologie der Vielfalt vorgelegt.
Neben befreiungstheologischen, feministischen, interkulturellen und queeren Ansätzen ist Söderblom vor allem an theologischen Beiträgen interessiert, die die Fragmentarität des Lebens und die Herausforderungen eines Lebens an der Grenze bearbeiten. Solche Themen sind für sie in ihrer pastoralen Arbeit als Seelsorgerin, Trauerbegleiterin und Supervisorin (DGSv) wichtig.
Seit 2013 ist Söderblom Mitglied in der Internationalen Gesellschaft für interkulturelle Seelsorge und Beratung (SIPCC) und in der European Society of Women in Theological Research (ESWTR).

## Veröffentlichungen

### Herausgeberschaften
- mit Astrid Dinter, Hans-Günter Heimbrock: Einführung in die Empirische Theologie. Gelebte Religion erfahren. UTB, Göttingen 2007, ISBN 978-3-8252-2888-0.
- mit Heinz Streib, Astrid Dinter: „Lived Religion.“ Conceptual – Empirical – And Practical Theological Approaches. Brill, Leiden – Boston 2008, ISBN 978-9-0041-6377-5.
- mit Astrid Dinter: Vom Logos zum Mythos. „Herr der Ringe“ und „Harry Potter“ als zentrale Grunderzählungen des 21. Jahrhunderts. Münster 2011, ISBN 978-3-8258-1587-5.
- mit Friederike Faß: Vielklang. Predigten im Kontext des Evangelischen Studienwerks. Radius, Stuttgart 2019, ISBN 978-3-8717-3529-5.
- Queer theologische Notizen., Esuberanza (Niederlande) 2020, ISBN 978-9-0888-3039-6.

### Artikel (Auswahl)
- Andere Anrufungen. Lesbische und schwule Theologien im Dialog, (gemeinsam mit Michael Brinkschröder), in: Wacker, Marie-Theres / Rieger-Goertz, Stefanie (Hg.): Mannsbilder. Kritische Männerforschung und theologische Frauenforschung im Gespräch, Berlin 2006, S. 135–158, ISBN 978-3-8258-9267-8.
- The Phenomenon of Mobility at the Frankfurt International Airport – Challenges from a Theological Perspective, in: Bergmann, Sigurd / Sager, Tore (Hg.), The Ethics of Mobility. Rethinking Place, Exclusion, Freedom and Environment, Hampshire (GB) – Hurlington (USA) 2008, S. 177–193, ISBN 978-0-7546-7283-8.
- Religionspädagogik der Vielfalt. Herausforderungen jenseits der Heteronormativität, in: Arzt, Silvia / Jakobs, Monika / Pithan, Annebelle / Knauth, Thorsten (Hg.), Gender Religion Bildung. Beiträge zu einer Religionspädagogik der Vielfalt, Gütersloh 2009, S. 371–386, ISBN 978-3-579-08093-2.
- Zwischen Grenzen und Momenten von Transzendenz – Eine Fallstudie über die Wahrnehmung des Anderen in der Flüchtlingsunterkunft am Internationalen Flughafen in Frankfurt, in: Heimbrock, Günter/Wyller, Trygve (Hg.), Den Anderen wahrnehmen: Fallstudien und Theorien für respektvolles Handeln, Göttingen 2010, S. 128–153, ISBN 978-3-525-57008-1.
- Fremde Haut – Unter die Haut. Aspekte einer queeren Theologie, in: Lanwerd, Susanne/Moser, Marcia (Hg.), Frau Gender Queer, Gendertheoretische Ansätze in der Religionswissenschaft, Würzburg 2010, S. 273–284, ISBN 978-3-8260-4003-0.
- Harry Potter im Religionsunterricht, in: Vom Logos zum Mythos, „Herr der Ringe“ und „Harry Potter“ als zentrale Grunderzählungen des 21. Jahrhunderts, Praktisch-theologische und religionsdidaktische Analysen, Bd. 2, Münster 2011, S. 269–297, ISBN 978-3-8258-1587-5.
- Der Traum von Indien – Eine Coaching-Reise, in: Göpferich, Susanne / Kucharska-Dreiss, Elzbieta / Meyer, Peter (Hg.), Mit Sprache bewegen (= Festschrift zum 65. Geburtstag von Professor Michael Thiele), Insingen 2012, S. 239–256, ISBN 978-3-8461-1005-8.
- Kämpfen mit einem queeren Gott? in: Schmelzer, Christian (Hg.), Gender Turn. Gesellschaft jenseits der Geschlechternorm, Bielefeld, 2013, S. 173–187, ISBN 978-3-8376-2266-9
- Lebensformen im Pfarrhaus, in: Mantei, Simone/Sommer, Regina/Wagner-Rau, Ulrike (Hg.), Geschlechterverhältnisse und Pfarrberuf im Wandel. Irritationen, Analysen und Forschungsperspektiven, Stuttgart 2013, S. 135–146, ISBN 978-3-17-022957-0
- Zwischen den Welten. Flughafenseelsorge, in: Merle, Kristin (Hg.), Kulturwelten. Zum Problem des Fremdverstehens in der Seelsorge, Münster 2013, S. 205–224, ISBN 978-3-643-11629-1
- Schulseelsorge für lesbische Mädchen und schwule Jungs als Beitrag für eine Pastoraltheologie der Vielfalt, in: Breckenfelder, Michaela (Hg.), Homosexualität und Schule, Handlungsfelder – Zugänge – Perspektiven, Opladen – Berlin – Toronto 2015, S. 259–269, ISBN 978-3-8474-0615-0
- Homophobie und gruppenbezogener Menschenhass, in: Strube, Sonja (Hg.), Rechtsextremismus als Herausforderung für die Theologie, Freiburg – Basel – Wien 2015, S. 223–241, ISBN 978-3-451-31270-0
- Konfliktberatung in Organisationen, in: Deutsche Gesellschaft für Coaching (DGFC) (Hg.), Beratungspraxis an der Schnittstelle von Coaching und Organisationsentwicklung, Dresden 2016, S. 68–83, ISBN 978-3-930829-33-0.
- Darf es auch bunt sein? Gleichgeschlechtliche Lebensweisen als Herausforderungen in einer Religionspädagogik der Vielfalt, in: Loccumer Pelican (1/2017). Abgerufen am 18. Januar 2018.
- Geschlechtsidentitäten und Lebensformen. Evangelische Kontroversen, in: Labouvie, Eva (Hg.), Glaube und Geschlecht – Gender Reformation, Berlin 2019, S. 283–302, ISBN 978-3-412-51251-4.
- Queere Theologie als Dimension einer inklusiven Religionspädagogik der Vielfalt, in: Knauth, Thorsten/Möller, Rainer/Pithan, Annebelle (Hg.), Inklusive Religionspädagogik der Vielfalt.  Konzeptionelle Grundlagen und didaktische Konzeptionen, Münster – New York 2020, S. 147–157, ISBN 978-3-830-99186-1.